# Dolichovespula omissa
Dolichovespula omissa (лат.) — вид семейства настоящих ос.

## Распространение
Палеарктика. Южная Скандинавия, Центральная Европа, Турция, Кавказ, Иран, Россия (европейская часть и юг Западной Сибири) (Dubatolov, 1998).

## Описание
Самки достигают длины от 15 до 18 мм, самцы — от 14 до 16 мм. Оса-кукушка, паразитирующая на осе лесной (Dolichovespula sylvestris).